# جيفري إرليخ
جيفري إرليخ (بالإنجليزية: Jeffrey Ehrlich)‏ هو كاتب أمريكي، ولد في 10 يوليو 1959.